# Худяковка
Худяковка (баш. Худяковка) — деревня в Мишкинском районе Республики Башкортостан Российской Федерации. Входит в состав Новотроицкого сельсовета. 

## География

### Географическое положение
Расстояние до:
- районного центра (Мишкино): 24 км,
- центра сельсовета (Новотроицкое): 5 км,
- ближайшей ж/д станции (Загородная): 98 км.

## Население
| 2002 | 2009 | 2010 |
| ---- | ---- | ---- |
| 3    | ↘0   | →0   |

Национальный состав
Согласно переписи 2002 года, преобладающая национальность — русские (100 %).